# Emma Cecilia García Krinsky
Emma Cecilia García Krinsky (Ciudad de México) es una investigadora y curadora independiente de arte contemporáneo mexicano.

## Biografía
Emma Cecilia García estudió Historia del Arte y es egresada de la Universidad Iberoamericana. Desde el 2009 es investigadora y curadora independiente en el área de la fotografía y artes plásticas de México. Del 2003 al 2009 se desempeñó como Coordinadora en la Fundación Cultural Mariana Yampolsky, A.C.

## Exposiciones
Entre sus asignaciones, curó la exposición Visionarios de la PostRevolución en México. Acervo FEMSA, Monterrey, Nuevo León y en el 2016 curó la exposición Consagradas. Las monjas de clausura en el Siglo XXI de la fotógrafa Marcela Taboada en el Museo Arocena en Torreón, Coahuila. Ese mismo año curó la exposición La Semilla y la Esperanza Las luchas armadas vistas por Antonio Turok, en el Centro Cultural Tijuana. Asimismo, fue curadora de la exposición Espacios de reflexión y fantasía en 2019, durante FOTOMÉXICO 2019.

## Publicaciones
Emma Cecilia García cuenta con varios libros publicados como: 
- Kati Horna. Recuento de una obra;
- Semo, Fotógrafo;
- Imaginarios y fotografía en México, 1839-1970 [editora];[8]
- Texto de introducción para el libro Cristina Kahlo. Tiempo al juego. Fotografía;[1]
- Mujeres detrás de la lente, 100 años de creación fotográfica en México 1910-2010,[9] editado por la Dirección General de Publicaciones del CONACULTA, obra que realiza una revisión histórica de la fotografía en México,[10] presentado en la Feria Internacional del Libro del Palacio de Minería en el 2012.